# Sherba Ridge
Sherba Ridge (englisch; bulgarisch рид РидШерба rid Scherba) ist ein vereister, in südost-nordwestlicher Ausrichtung 13 km langer, 6 km breiter und bis zu 2100 m hoher Gebirgskamm an der Loubet-Küste des Grahamlands auf der Antarktischen Halbinsel. Er ragt 13,4 km ostsüdöstlich des Rubner Peak, 11,2 km südlich des Voit Peak und 6,68 km westlich der Zilva Peaks in den westlichen Ausläufern des Avery-Plateaus auf. Seine steilen Südwest-, Nord- und Osthänge sind teilweise unvereist. Der Widdowson-Gletscher liegt südwestlich, die Darbel Bay nordwestlich und der Drummond-Gletscher nordöstlich sowie östlich von ihm.
Britische Wissenschaftler kartierten ihn 1976. Die bulgarische Kommission für Antarktische Geographische Namen benannte ihn 2014 nach der Ortschaft Scherba im östlichen Balkangebirge.